# Byeokgolje ssangnyong nori
Il Byeokgolje ssangnyong nori (벽골제 쌍룡놀이?, 碧骨堤雙龍?; lett. "Battaglia dei draghi gemelli del Byeokgolje") è una rappresentazione teatrale tradizionale coreana, basata sulla leggenda di Danya che circonda la costruzione del bacino idrico del Byeokgolje, una delle regioni del regno di Baekje.
Nel settembre 1975 ha vinto il premio del Ministero della Cultura, dello Sport e del Turismo, al 16º Concorso nazionale del folclore; tre mesi dopo è stata designata eredità culturale locale del Jeolla Settentrionale. Viene replicata annualmente al festival culturale di Gimje.

## Contenuto
Secondo la tradizione, il Byeokgolje ssangnyong nori è nato da una leggenda legata al Byeokgolje e risalente al regno di Wonseong di Silla. Il bacino necessitava di essere riparato, e nel 790 il governo inviò Wondeongnang sul posto a occuparsi dei lavori. Gli operai lavoravano giorno e notte, ma improvvisamente vennero colpiti da tuoni e fulmini, iniziò a piovere e a soffiare un forte vento. Secondo la gente, un drago blu maligno aveva attaccato il bacino del Byeokgolje per distruggerlo e fare del male a coloro che vi abitavano, restando coinvolto in uno scontro con un drago bianco di indole buona, la cui tana si trovava sotto il bacino. Il drago blu era però riuscito a vincere, e aveva acquisito ancora più forza vedendo che nessuno gli avesse messo a disposizione una vergine: era infatti costume offrire una ragazza alla creatura per placarla, ma Wondeongnang non aveva dato ascolto alle parole degli abitanti. Terrorizzata, la gente decise di sacrificare segretamente Wolnae, la promessa sposa di Wondeongnang, ma Danya, la figlia del governatore generale che aveva una cotta per Wondeongnang, lo scoprì e decise di prendere il posto di Wolnae. Quando il drago blu l'ebbe mangiata, la pioggia smise di cadere e fu possibile completare i lavori di ricostruzione.
La rappresentazione, che si teneva il 9 settembre del calendario lunare, è suddivisa in quattro capitoli, che seguono la struttura introduzione-conflitto-crisi-climax-finale:
1. Primo capitolo: viene replicata l'erezione degli argini del bacino dopo la distruzione operata dal drago blu, il tutto accompagnato da un sottofondo di canti operai mentre si trasportano terra e pietre;
2. Secondo capitolo: inizia a piovere e a soffiare il vento. Mentre la gente spaventata scappa, i due draghi, bianco (rappresentante l'ovest) e blu (rappresentante l'est), lottano tra loro;
3. Terzo capitolo: il drago blu, emerso vincitore dallo scontro, distrugge gli argini ormai completati. Per riconciliarsi con esso, gli abitanti del villaggio gli offrono Wolnae chiusa in una sacco, ma aprendolo emerge Danya. Dopo aver dato l'ultimo saluto, la ragazza viene pugnalata da una lancia e collassa. Commosso, il drago blu scompare;
4. Quarto capitolo: mentre la leggenda di Danya termina con la sua morte, nel Byeokgolje ssangnyong nori la ragazza riprende i sensi tra le braccia del padre, e tutti si lasciano andare ai festeggiamenti.

## Interpretazione
Il Byeokgolje ssangnyong nori è legato alla coltivazione del riso e alla venerazione religiosa dei draghi nelle pianure di Gimje e Mangyeong. Illustra tre diversi conflitti: quello tra il drago blu e gli abitanti rappresenta la lotta dell'essere umano per sopravvivere alle forze distruttive della natura; quello tra gli abitanti e Wondeongnang, incaricato dalla capitale di riparare il bacino, replica gli scontri tra i gruppi religiosi, legati ai rituali tradizionali, e gli ingegneri che si affidavano, invece, alla scienza; quello tra il governatore generale e Wondeongnang è infine una metafora dello scontro tra un funzionario locale legato alla comunità e un funzionario inviato dal governo centrale. Inizialmente serviva come requiem per confortare l'anima di Danya, ma in seguito è diventato una rappresentazione teatrale.